# Amanita lividopallescens
Amanita lividopallescens là một loài nấm thuộc chi Amanita trong họ Amanitaceae. Loài này được (Secr. ex Gillet) Boud. miêu tả khoa học lần đầu tiên năm 1905. A. lividopallescens phân bố ở châu Âu, mọc dưới những cây sồi.